# Annihilation Process
Annihilation Process è il secondo album in studio della band thrash metal brasiliana Violator, pubblicato nel 2010 per l'etichetta discografica Kill Again Records. L'ultima traccia, You'll come back defore dying è una cover degli Executer. 
Il disco in sé ha riscontrato fino ad ora un buon successo nel panorama thrash, ispirandosi a band come Exodus, Testament ed Anthrax.

## Tracce
1. Poisoned by Ignorance - 4:08
2. Uniformity is Conformity - 3:31
3. Give Destruction or Give me Death - 2:31
4. Apocalypse Engine - 3:43
5. Deadly Sadistic Experiments - 3:17
6. Futurephobia - 4:37
7. You'll Come Back Before Dying (Executer) - 3:28

## Formazione
- Pedro "Poney Ret" - basso/voce
- Pedro "Capaça" - chitarra
- Márcio "Cambito" - chitarra
- David "Batera" Araya - batteria